# Polypogon romana
Polypogon romana är en fjärilsart som beskrevs av Max Wilhelm Karl Draudt 1936. Polypogon romana ingår i släktet Polypogon och familjen nattflyn. Inga underarter finns listade i Catalogue of Life.